# Épisodes de Life Sentence
Cet article présente le guide des épisodes de la série télévisée américaine Life Sentence.

## Synopsis
Atteinte d'un cancer, Stella Abbott profite de chaque jour comme si c'était le dernier, mais tout son monde bascule le jour où elle apprend qu'elle est guérie.

## Généralités
- Aux États-Unis, la saison a été diffusée du 7 mars 2018 au 15 juin 2018 sur le réseau The CW.
- Au Canada, elle est diffusée sur la chaîne Bravo.
- Aucune information concernant sa diffusion dans les pays francophones.

## Distribution

### Acteurs principaux
- Lucy Hale : Stella Abbott
- Elliot Knight : Wes Charles, mari de Stella
- Jayson Blair : Aiden Abbott, frère de Stella
- Brooke Lyons : Elizabeth Abbott, sœur de Stella (9 épisodes)
- Gillian Vigman : Ida Abbott, mère de Stella
- Nadej k Bailey : Sadie Carter, patiente atteinte d'un cancer (8 épisodes)
- Carlos Pena, Jr. : Diego Rojas, mari d'Elizabeth (11 épisodes)
- Dylan Walsh : Paul Abbott, père de Stella

### Acteurs récurrents
- Noor Anna Maher / Dominique Lucky Martell : Fiona Abbott Rojas, fille d'Elizabeth (9 épisodes)
- Emanuel Eaton / Sebastian Vargas : Frank Abbott Rojas, fils d'Elizabeth (9 épisodes)
- Riley Smith : Dr Will Grant (9 épisodes)
- Shannon Chan-Kent : Finley (7 épisodes)

### Invités
- Alyshia Ochse : Marlene, copine d'Aiden (épisodes 1, 2, 4 et 13)
- Claudia Rocafort : Poppy, copine d'Ida (épisodes 1, 4 et 5)
- Anna Enger : Dr Helena Chang (épisodes 1, 6 et 7)
- Matt Mercurio : Manny (épisodes 1 et 13)
- Lindsay Maxwell : Denise (épisodes 2, 6 et 9)
- Tarun Keram : Jasper (épisodes 2 et 7)
- Bre Blair : Lauren (épisodes 3, 4 et 5)
- Andrew Dunbar : Sean Norton (épisodes 3, 7 et 9)
- Rana Roy : Pippa (épisodes 5, 8, 11 et 12)
- Alyssa Diaz : Kayla, amie d'Aiden (épisodes 8 à 10)
- Valerie Cruz : Gina, patronne de Diego (épisodes 9, 10, 12 et 13)

## Liste des épisodes

### Épisode 1: titre français inconnu (Pilot)
- États-Unis /  Canada : 7 mars 2018 sur The CW / Bravo

- États-Unis : 670 000 téléspectateurs[1] (première diffusion)

- Alyshia Ochse (Marlène)
- Claudia Rocafort (Poppy)
- Anna Enger (Dr Helena Chang)
- Nadej k Bailey (Sadie Carter)
- Noor Anna Maher (Fiona Abbott Rojas)
- Emanuel Eaton (Frank Abbott Rojas)

### Épisode 2: titre français inconnu (Re-Inventing the Abbotts)
- États-Unis : 14 mars 2018 sur The CW

- États-Unis : 560 000 téléspectateurs[2] (première diffusion)

- Dominique Lucky Martell (Fiona Abbott Rojas)
- Sebastian Vargas (Frank Abbott Rojas)
- Jennifer Spence (Agent Stern)
- Lindsay Maxwell (Denise)
- Alyshia Ochse (Marlène)
- Shannon Chan-Kent (Finley)
- Tarun Keram (Jasper)

### Épisode 3: titre français inconnu (Clinical Trial and Error)
- États-Unis : 21 mars 2018 sur The CW

- États-Unis : 490 000 téléspectateurs[3] (première diffusion)

- Dominique Lucky Martell : Fiona Abbott Rojas
- Sebastian Vargas : Frank Abbott Rojas
- Bre Blair : Lauren
- Zahf Paroo : Roger Shaw
- Jillian Fargey : Tamara French
- Sheila Tyson : Infirmière Jill

### Épisode 4: titre français inconnu (How Stella Got Her Groove On)
- États-Unis : 28 mars 2018 sur The CW

- États-Unis : 400 000 téléspectateurs[4] (première diffusion)

### Épisode 5: titre français inconnu (Wes Side Story)
- États-Unis : 4 avril 2018 sur The CW

- États-Unis : 440 000 téléspectateurs[5] (première diffusion)

### Épisode 6: titre français inconnu (Who Framed Stella Abbott?)
- États-Unis : 27 avril 2018 sur The CW[6]

- États-Unis : 420 000 téléspectateurs[7] (première diffusion)

### Épisode 7: titre français inconnu (Our Father, the Hero)
- États-Unis : 4 mai 2018 sur The CW

- États-Unis : 370 000 téléspectateurs[8] (première diffusion)

### Épisode 8: titre français inconnu (Sleepless Near Seattle)
- États-Unis : 11 mai 2018 sur The CW

- États-Unis : 370 000 téléspectateurs[9] (première diffusion)

### Épisode 9: titre français inconnu (What to Expect When You're Not Expecting)
- États-Unis : 18 mai 2018 sur The CW

- États-Unis : 450 000 téléspectateurs[10] (première diffusion)

### Épisode 10: titre français inconnu (The Way We Work)
- États-Unis : 25 mai 2018 sur The CW

- États-Unis : 360 000 téléspectateurs[11] (première diffusion)

### Épisode 11: titre français inconnu (Frisky Business)
- États-Unis : 1er juin 2018 sur The CW

- États-Unis : 450 000 téléspectateurs[12] (première diffusion)

### Épisode 12: titre français inconnu (Love Factually)
- États-Unis : 8 juin 2018 sur The CW

- États-Unis : 380 000 téléspectateurs[13] (première diffusion)

### Épisode 13: titre français inconnu (Then and Now)
- États-Unis : 15 juin 2018 sur The CW

- États-Unis : 370 000 téléspectateurs[14] (première diffusion)